# Estado La Guaira
La Guaira (antiguamente denominado Vargas), es uno de los veintitrés estados que, junto con el Distrito Capital y las dependencias federales, forman Venezuela. Su capital es La Guaira. Está ubicado en el centro norte del país, en la Región Capital. Limita al norte con el mar Caribe, al sur con Distrito Capital, al sur y al oeste con Miranda, y al suroeste con Aragua. Con 1497 km² es el segundo estado menos extenso —por delante de Nueva Esparta—, con 486 824 habitantes en 2023, el cuarto menos poblado —por delante de Cojedes, Delta Amacuro y Amazonas, el menos poblado— y con 236 habs./km² el cuarto más densamente poblado, por detrás de Carabobo, Nueva Esparta y Miranda.
El 29 de mayo de 1998, es creado el estado Vargas, al ser publicada, en Gaceta Oficial n.º 36464, la Ley Orgánica que crea el Territorio Federal Vargas, por la cual el territorio referente al municipio de Vargas se vuelve independiente del entonces Distrito Federal. El 14 de junio de 2019, su nombre es cambiado de estado Vargas a estado La Guaira.
El 15 de diciembre de 1999, sufrió graves inundaciones y deslaves, hecho conocido como la tragedia de Vargas, causando movimientos de población y el despoblamiento del estado. Más de treinta naciones donaron víveres y recursos entre otras cosas en esta catástrofe.
Cuenta con el municipio Vargas, un único municipio autónomo, y once parroquias civiles. Sus principales ciudades son La Guaira, Caraballeda, Catia La Mar, Macuto, Naiguatá y Maiquetía

## Antecedentes históricos

### Origen poblacional y cultural
Fueron los indios Arauacos quienes primero habitaron el litoral central y luego el occidental venezolano. Sin embargo, quinientos años antes de la llegada de Cristóbal Colón, fueron desplazados, en algunos sitios por los caribes, asentados en estas costas. El estado La Guaira se convirtió después en la gran nación Tarma, extendida entre Puerto Maya y los Valles del Tuy, poblada por indios, quienes hablaban lengua Caribe.

### Colonización
Un mestizo guaiquerí, Francisco Fajardo, llegó en 1555 y fundó la Villa del Rosario. Los atropellos cometidos contra los aborígenes por los españoles que lo acompañaron, hicieron fracasar su intento de conquista pacífica. Como consecuencia de esto, el congresillo aborigen realizado en los Uveros de Macuto y convocado por el cacique Guaicamacuto, buscó expulsar a Francisco Fajardo del territorio ocupado, dando muestras de primitivas sesiones de la democracia republicana.

### Fundación y fortificación de La Guaira
La ciudad era antiguamente conocida como Guaira, por ser un asentamiento aborigen. Fue «fundada» en el año 1589 por un comandante de la escuadra española de Santo Domingo enviado a la provincia de Venezuela, Diego de Osorio, con el nombre de San Pedro de La Guaira, luego que la autoridad del gobernador Rojas fuera cuestionada por los pobladores, para quienes este era persona no grata. De hecho, Rojas quebrantó el derecho de la población a elegir sus regidores. Se cree que La Guaira ya estaba fundada y creada a consecuencia del despoblamiento de Caraballeda en 1587.
Durante su fundación, y después de la ceremonia protocolar, se realizó el tradicional trazado de los pueblos, dos calles de naciente a poniente, la ubicación de las chozas, de las bodegas y el levantamiento de una barraca en donde funcionaría la iglesia provisional. Algunas casas comenzaron a dar forma al nuevo conglomerado que apenas era una ranchería al principio.
Los trabajos del puerto propiamente dicho fueron muy sobrios, solo se fabricaron en él unas bodegas que sirviesen para asegurar la carga de los navíos; después, poco a poco se fueron levantando algunas casas y agregándose allí algunos vecinos. Para atender a la defensa del puerto, se pensó rápidamente en el emplazamiento de fuertes con suficiente material de artillería para garantizar el eficaz rechazo a la acometida de invasores.
Su importancia marítima no viene de hace poco, desde el comienzo la ciudad fue el más importante centro naval del país, pues fue allí donde se estableció la Real Compañía Guipuzcoana, cuya casa hasta hoy, se mantiene en su casco histórico, habiendo sobrevivido a terremotos como el de 1812, así como las inundaciones de 1999.
En esta ciudad, han nacido importantes próceres de la independencia venezolana, como José María España y Manuel Gual; tres presidentes de la república como Carlos Soublette, Andrés Narvarte y José María Vargas. Además, el héroe venezolano-curazoleño, Manuel Piar, quien pasó buena parte de su vida en La Guaira.

### Fundación del puerto
El puerto fue fundado el 29 de junio de 1589, fecha algo dudosa, tomando en cuenta que no existe ningún documento al respecto que lo compruebe. Se tomó el día 29 de junio por ser esa fecha el día de San Pedro, santo bajo cuya advocación fue fundada la primera iglesia de ese poblado. Diego de Osorio «fundaría» el puerto de La Guaira como el punto más accesible a la ciudad de Santiago de León de Caracas. El año 1589 se tomó como año de su «fundación», porque ese año fue cuando arribó a las costas de La Guaira el nuevo gobernador, don Diego de Osorio, para encargarse del Gobierno de la provincia de Venezuela.
Se dice que el puerto fue creado a consecuencia de la necesidad de tener un buen sitio de embarques y desembarques que reuniese las condiciones mínimas para la operación de navíos, muy cercano al camino que la unía con Caracas, que fuese de fácil defensa contra las frecuentes incursiones de corsarios y piratas a la costa central venezolana. Diego de Osorio aparece como «fundador» porque fue en su gobernación donde se comenzaron a construir importantes instalaciones dándosele el nombre de puerto de Caracas.

### Antecedentes administrativos del territorio
Esta región político-territorial ha sufrido cambios importantes con los años, su territorio (Aguado y Vargas) formó parte de la provincia de Caracas, durante toda la época colonial. 
| | Según decreto del 9 de marzo de 1864, del mariscal Juan Crisóstomo Falcón, se establece la organización del Distrito Federal en los términos siguientes: "Artículo 2.- Constituyen el Distrito Federal, cuya capital es Caracas, los antiguos cantones de Caracas, La Guaira y Maiquetía, que formarán Departamentos bajo las denominaciones de "El Libertador", "Vargas" y "Aguado", siendo sus cabeceras respectivamente Caracas, La Guaira y Maiquetía. Sus límites, los que señala la ley de 28 de abril de 1856, sobre división territorial." En 1868, Vargas pasó a formar parte, junto con el Departamento Libertador, del estado Bolívar (actual territorio del estado Miranda, Distrito Capital y estado La Guaira conjuntos). |
| | En 1879, a través del acuerdo de 30 de abril, se reducen a siete grandes estados los veinte de que consta la Unión (de los Estados Unidos de Venezuela), rigiéndose la reducción por la Ley de 28 de abril de 1856, que establece la última demarcación seccional, por el cual es creado el Estado del Centro, compuesto de Bolívar, Guzmán Blanco, Guárico, Apure y Nueva Esparta, transformándose, el 27 de abril de 1881, en el Estado Guzmán Blanco, compuesto solamente por Bolívar, Aragua, Guárico, Nueva Esparta y el departamento Vargas del Distrito Federal. En 1889, un año después de que Antonio Guzmán Blanco dejara el poder definitivamente, se decidió en una nueva reorganización territorial, renombrar el Estado Guzmán Blanco con el nombre de Estado Miranda, excluyendo de esta nueva disposición lo que era la provincia de Aragua. |
| | En 1909, tanto Vargas como Aguado fueron incorporados al Distrito Federal. En 1936, se fusiona Aguado y Vargas en un solo Departamento: Vargas. Hasta 1987, mantuvo el nombre y las condiciones de departamento, cuando por decreto de 1986 pasó a ser municipio Vargas. |
| En la década de los noventa del siglo XX aumentaron las exigencias autonomistas que deseaban al estado Vargas como un territorio diferenciado del Distrito Federal política y económicamente. En 1998, el Gobierno de Rafael Caldera decretó al municipio Vargas como autónomo, separado del Distrito Federal, con el estatuto de territorio federal, para poco después definitivamente convertirse en el estado número 23 de la nación. | |

La creación del estado Vargas ha motivado la aparición de nuevos movimientos autonomistas en otras regiones del país, como en el caso del municipio Páez del estado Apure, que posee más aspectos geográficos semejantes con el Táchira que con el resto de Apure. En el pasado, el estado La Guaira ha buscado que la jurisdicción del Archipiélago de los Roques sea totalmente transferido al estado. Existen además propuestas para subdividir en dos o tres municipios al estado, que actualmente solo tiene una única entidad municipal.

### Escudo
Una vez que el municipio de Vargas se vuelve territorio federal (independiente) en el año de 1998, en 1999 la Asamblea Legislativa del estado Vargas, convoca a todos los habitantes de la región a un concurso de nombre «Un Rostro para Vargas», cuyo concepto principal era la creación del escudo y el himno que serviría para ya formalmente constituirse en nuevo estado de la República Bolivariana de Venezuela.
Unas de las exigencias para los participantes era que el escudo debía contener rasgos históricos de la identidad del estado, tales como las luchas indígenas independentistas, autóctonas, federales y enfrentamientos a agresiones externas. Igualmente la presencia de elementos relacionados de algún modo al puerto y aeropuerto, lugares históricos propios y hacer referencia al clima y la zona costera. Además, debía ser realizado por personas residentes y propias de la región. Participaron artistas de todas las parroquias. Una vez realizado en consenso y escogido entre varios participantes el ganador, pasó a formar después de varios meses parte de la ley de símbolos e imagen representativa sin lugar a dudas de la Gobernación de Vargas. El escudo que hoy conocemos fue realizado por la diseñadora Mélida Brache, quien fuera la ganadora de dicho concurso, gracias a la sencilla y sublime creación. El escudo en su haber está compuesto por diversos elementos:
- Círculo gris degradado alrededor de los elementos principales: Significa la grandeza, el movimiento, dinamismo, la forma y distinción del pueblo guaireño.
- Bandera de Venezuela: Representa la conformación de Vargas como estado perteneciente a la Nación Venezolana.
- Bandera de Gual y España: Inspirada en el movimiento republicano independentista de Manuel Gual y José María España.
- Las dos torres superiores: Realzan uno de los patrimonios, son parte de las antiguas construcciones militares que buscaban el resguardo y la preservación de los intereses económicos y militares reinantes durante la colonia.
- Una franja azul oscuro: Representa lo más grande que tenemos, el inmensurable Mar Caribe. Siendo las costas representación de nuestra economía regional por el puerto y turística por el disfrute de los visitantes.

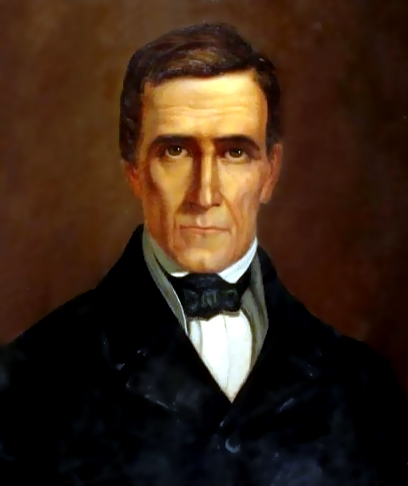
El doctor José María Vargas, el nombre anterior del estado era en su honor.

- Una franja azul clara: Representa la inmensidad de los cielos, la seguridad y garantía que le ofrece a los que viajan por aire. Siempre amplio, infinito, un paraíso visual, como una bóveda celeste dándonos alegría cada amanecer. Además tenemos el principal Aeropuerto de Venezuela.
- El sol central: Símbolo de la patria y de la igualdad que es la ley. Allí contemplándonos día a día y abrazándonos con su calor.
- Las hojas de laureles a ambos lados: representan la victoria, la recompensa y el esfuerzo. Nuestro Libertador fue coronado por un halo con hojas de laureles.
- La Casa Guipuzcoana: Como elemento significativo de la historia viva de la región, creada en 1728 con el objetivo de monopolizar el comercio entre la provincia de Caracas con España.
- Las 4 estrellas centrales: Representan las primeras cuatro provincias de Venezuela (Caracas, Cumaná, Maracaibo y Guayana), que sirvieron para formar un estado independiente y libre de la esclavitud y del colonialismo.
- Unas cintas inferiores entrelazan el escudo con la siguiente inscripción: «Igualdad, libertad, prosperidad y seguridad». Finalmente, en la parte inferior, aparece «31 de diciembre de 1998», fecha de creación del estado La Guaira.

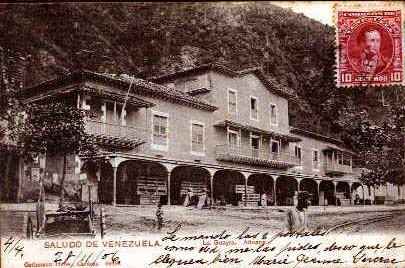
Edificio sede de la Real Compañía Guipuzcoana en La Guaira, estado La Guaira (Venezuela).

### Tragedia de Vargas

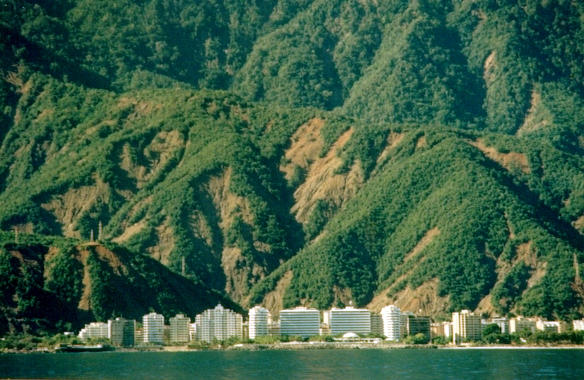
Deslaves en la costa del litoral, estado La Guaira (1999).

En 1999 el centro geográfico del estado La Guaira sufrió graves inundaciones y deslaves, hecho conocido como la tragedia de Vargas, causando movimientos de población y el despoblamiento del estado. Más de treinta naciones ayudaron y donaron víveres y recursos, entre otras cosas, en esta catástrofe.

### Cambio de nombre
El 6 de junio de 2019, el Consejo Legislativo del estado La Guaira aprobó la modificación de la constitución regional para que el estado Vargas pasara a llamarse estado La Guaira, tras una propuesta del entonces gobernador Jorge Luis García Carneiro, esto con la finalidad «de corregir un error histórico y dar relevancia a la voz indígena».
El renombramiento se proclama y oficializa el 14 de junio del mismo año, dando también inicio a otra serie de cambios, como la modificación del himno de la región, la bandera, y el escudo de armas el cual cambiará su fecha por el 28 de febrero en honor al nacimiento de José María España.
El cambio de nombre se llevó a cabo sin realizar un referendo popular, y la decisión ha sido criticada por parte de la sociedad civil del estado, la eliminación del único estado que lleva un nombre de civil, José María Vargas. El historiador y presidente de la Sociedad Bolivariana del Estado La Guaira, Rubén Contreras, ha afirmado que la decisión fue tomada solo por los miembros de la gobernación y del consejo legislativo «sin importar la opinión de la ciudadanía», afirmando que la razón por la que no se había realizado un referéndum es porque el gobernador le tenía «miedo al rechazo» y que no haber consultado el cambio violaría los derechos expresados en la constitución.
Contreras definió a la ley promulgada por el consejo legislativo como «una arbitrariedad con la que se pretende borrar la civilidad» y un intento de imponer «su pretorianismo primitivo y despótico para cambiar la memoria histórica» y expresó que la Sociedad Bolivariana y el Colegio de Médicos, junto con la organización Glorias a Vargas, levantaban toda la documentación legal para impugnar la modificación a la constitución regional. Tanto Contreras como el politólogo Bruno Gallo afirmaron que las poblaciones de Carlos Soublette, Maiquetía, Naiguatá, Catia La Mar y La Guaira se encontraban descontentas con la decisión.

## Geografía

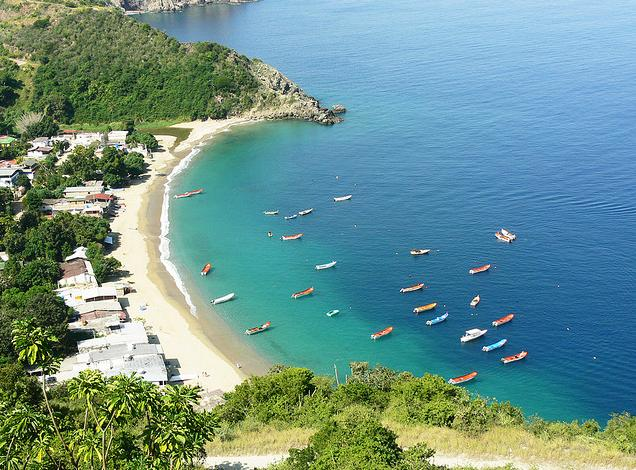
Playa del oeste del estado La Guaira.

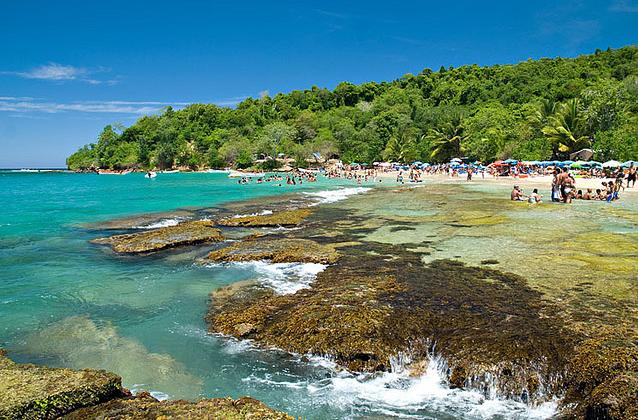
Playa del estado La Guaira.

El estado La Guaira, se ubica en la región costa-montaña, al norte del estado Miranda y el distrito capital. Antes, La Guaira le pertenecía al distrito federal, pero a partir de 1998, este municipio se eleva a estado.
Este estado tiene solo un municipio, el municipio Vargas, que está dividido en once parroquias. La gobernación del estado y alcaldía del municipio están en la misma jurisdicción.

### Parroquias
Son once las parroquias y son las siguientes:
- Caraballeda, su jurisdicción están los poblados Caraballeda, las urbanizaciones Los Corales, Caribe y Tanaguarena, integradas en esta. Ocupa también en su jurisdicción a los poblados independientes de Camuri Chico y otros caseríos de montaña.
- Carayaca, dependen el pueblo de Carayaca y poblados como Chichiriviche de la Costa, El Limón, y Cambural.
- Carlos Soublette, debido a la alta población de la ciudad de Maiquetía se desgajaron las localidades de 10 de marzo, Pariata, Los Dos Cerritos, Montesano y Canaima.
- Caruao, ocupa el tercio oriental del estado con los poblados de Caruao, La Sabana, Todasana, Osma, Oritapo y Chuspa.
- Catia La Mar, conforman el núcleo de la ciudad de Catia La Mar y los poblados conurbanos de Las Tunitas y La Soublette. Esta posee las urbanizaciones más destacables del estado las cuales son Playa Grande y La Atlántida (ambas de clase media-alta).
- El Junko, desgajado de la extensa parroquia de Carayaca, conforman pueblos de montaña diseminados.
- La Guaira, conforma la localidad de La Guaira y sus barrios conurbanos como El Cardonal, Punta de Mulatos, además de los poblados de montaña de Galipán.
- Macuto, conforma el poblado del mismo nombre y parte de Galipán.
- Maiquetía, conforma la parte oriental de Maiquetía y su centro histórico, entre los barrios destacables están La Línea, El Rincón, El Cónsul y parte de Pariata.
- Naiguatá, conforma el pueblo de su nombre, Camuri Grande, Anare, Los Caracas y el ahora extinto caserío de Carmen de Uria. En su territorio se encuentran tres de los clubes sociales de mayor rango, no solo de Venezuela sino del Mundo y ellos son: el Club Puerto Azul, el Club Playa Azul y el Club Camurí Grande.
- Urimare, desgajado de partes de las parroquias de Maiquetía y Catia La Mar, conforma solo un área metropolitana de ambas ciudades, en su jurisdicción están el barrio Aeropuerto, Playa Verde y Puerto Viejo, anteriormente llamada Raúl Leoni.

### Clima

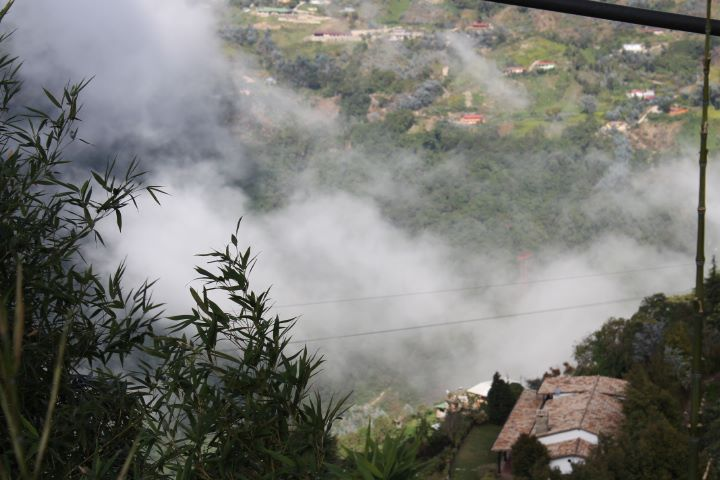
Galipán.

El clima del estado es un factor generador de fuertes contrastes territoriales, ya que varía de acuerdo a los pisos altitudinales. En general el clima es tropical árido, en las zonas altas de Galipán, Carayaca y El Junko es tropical templado por la altura, el clima tropical húmedo con pocas lluvias se caracteriza en el resto del territorio. En las zonas inferiores a los 400 m.s.n.m, predominan las altas temperaturas presentando una media de 26.1 °C con precipitaciones poco frecuentes. A partir de esta cota se dan temperaturas más templadas, con medias anuales de 14.7 °C y lluvias más frecuentes e intensas. La temperatura media anual de La Guaira es de 28 °C, con escasas amplitudes térmicas diarias y anuales.
Es así como para las diferentes alturas en la región se encuentran las siguientes características para los diferentes pisos altitudinales, como:
1. Tropical: Presenta una altitud que varía entre los 0 y 600 m s. n. m. con una temperatura media anual de 25.4 y 26.1 °C. En estos climas han registrado valores medios de precipitación en los siguientes espacios:
- Puerto Maya - Arrecife (600 mm/anuales).
- Mamo (325 mm/anuales).
- Maiquetía - Anare (600-800 mm/anuales).
- Los Caracas - La Sabana (1100-1500 mm/anuales).
- Caruao - Chuspa (1800 mm/año).

2. Premontano Bajo y Premontano Alto: Presenta una altitud que varía entre los 600 y 1600 m s. n. m. con una temperatura media anual de 18 y 24 °C. En estos climas han registrado valores medios de precipitación en:
- Carayaca - Petaquire (850-900 mm/año).

3. Montano Bajo: Presenta una altitud que varía entre los 1600 y 2400 m s. n. m.

### Relieve
El estado consiste casi totalmente en costas al estar frente al mar Caribe, pero al sur del estado, se encuentra el cerro Ávila, icono del estado y de Caracas, de la cordillera de la Costa con cimas que superan los 2000 m como el Pico Naiguatá (2765 m s. n. m.).  En ella se encuentra Galipán, la población más alta del estado La Guaira, (en parte, porque hay otra parte de Caracas y otra del estado Miranda).

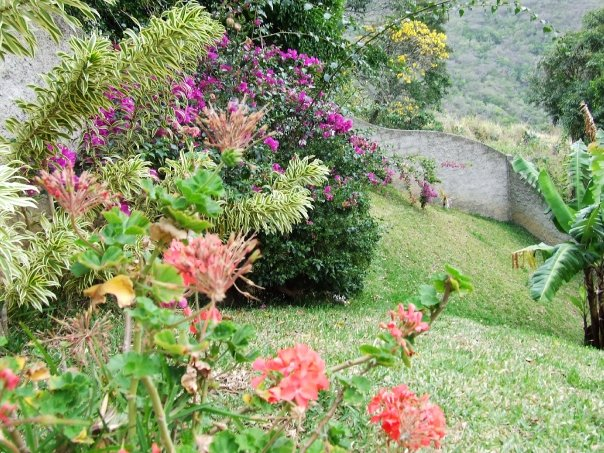
Jardín en el Junko.

### Geología
Se corresponde con la desarrollada en la Cordillera de la Costa. Posee como límite geológico la falla de La Victoria, donde afloran las rocas del grupo Gran Caracas, sobre el basamento ígneo-metamórfico del Complejo Sebastopol del paleozoico inferior, que está constituido por granito gneísico y esquito clorítico. También se ubican las formaciones: Peña de Mora perteneciente al mesozoico, el Complejo Magmático de Todasana del cretáceo superior, la formación Las Pailas del plioceno tardío, y la formación Abisina, compuestas por sedimentos marinos.

Panorámica tomada desde la zona La Silla de Caracas, donde se aprecia parte de Caraballeda a la izquierda, y el valle de Caracas a la derecha.

### Hidrografía

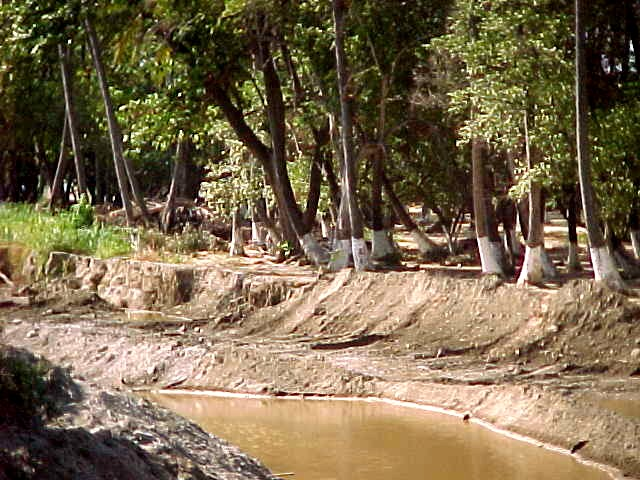
Río Mamo cerca de la boca.

El estado es una especie de terminal para los ríos de Caracas y otras poblaciones porque varios ríos en el mismo desembocan en el mar Caribe, casi todos son quebradas del cerro Ávila.
Algunos ríos del estado La Guaira son:
- El Limón
- El Caruao
- El Chuspa
- El Naiguatá
- La Vega
- El Tacagua
- Mamo
- El Pantano

En el estado hay quebradas con el mismo nombre de algunos ríos de la zona por simplemente estar en medio del recorrido de estos cuerpos acuáticos.

### Reclamación Territorial
El estado La Guaira mantiene en disputa en el Archipiélago Los Roques desde su existencia como estado en 1998.

## Turismo

### Monumentos históricos

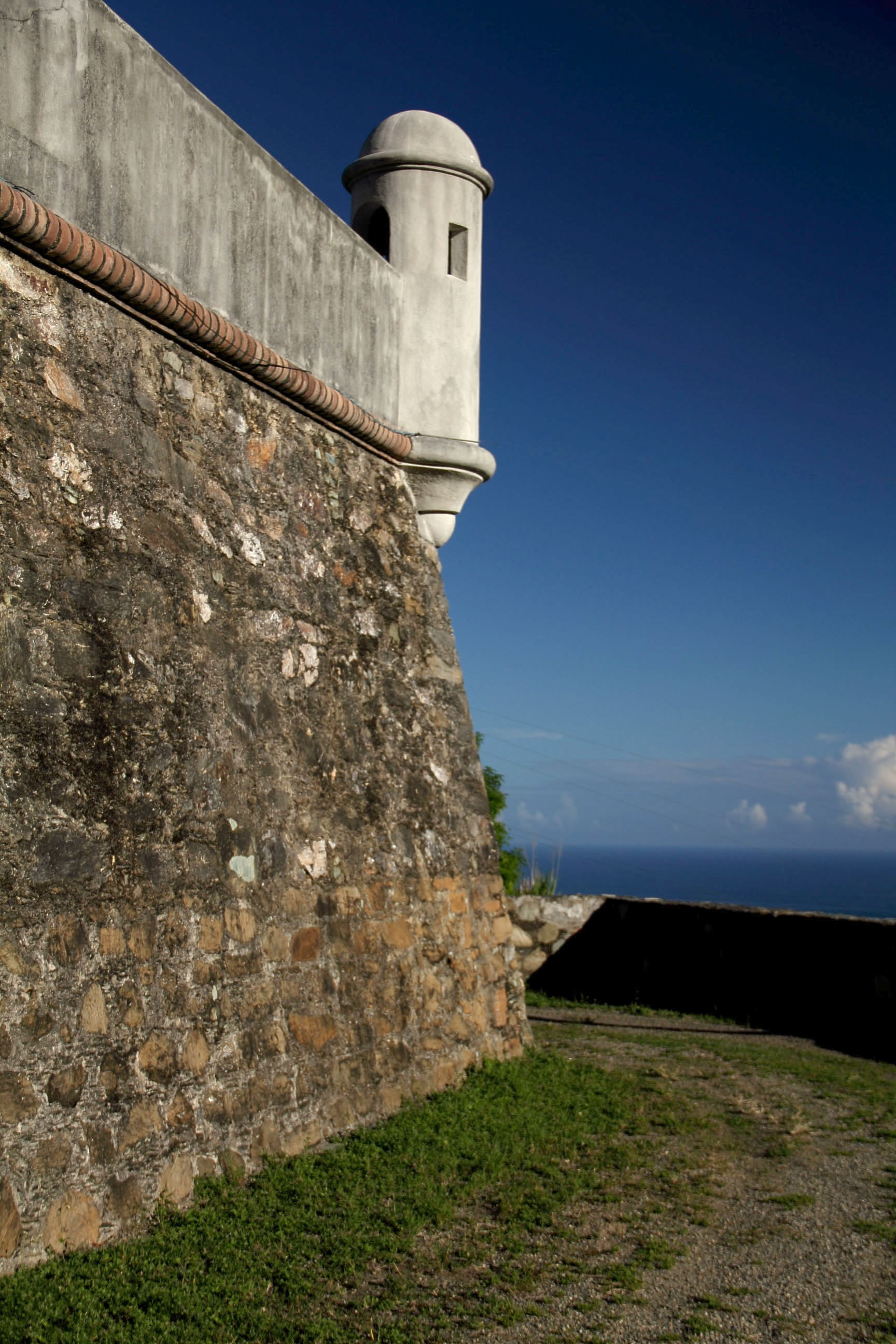
Fuerte San Carlos

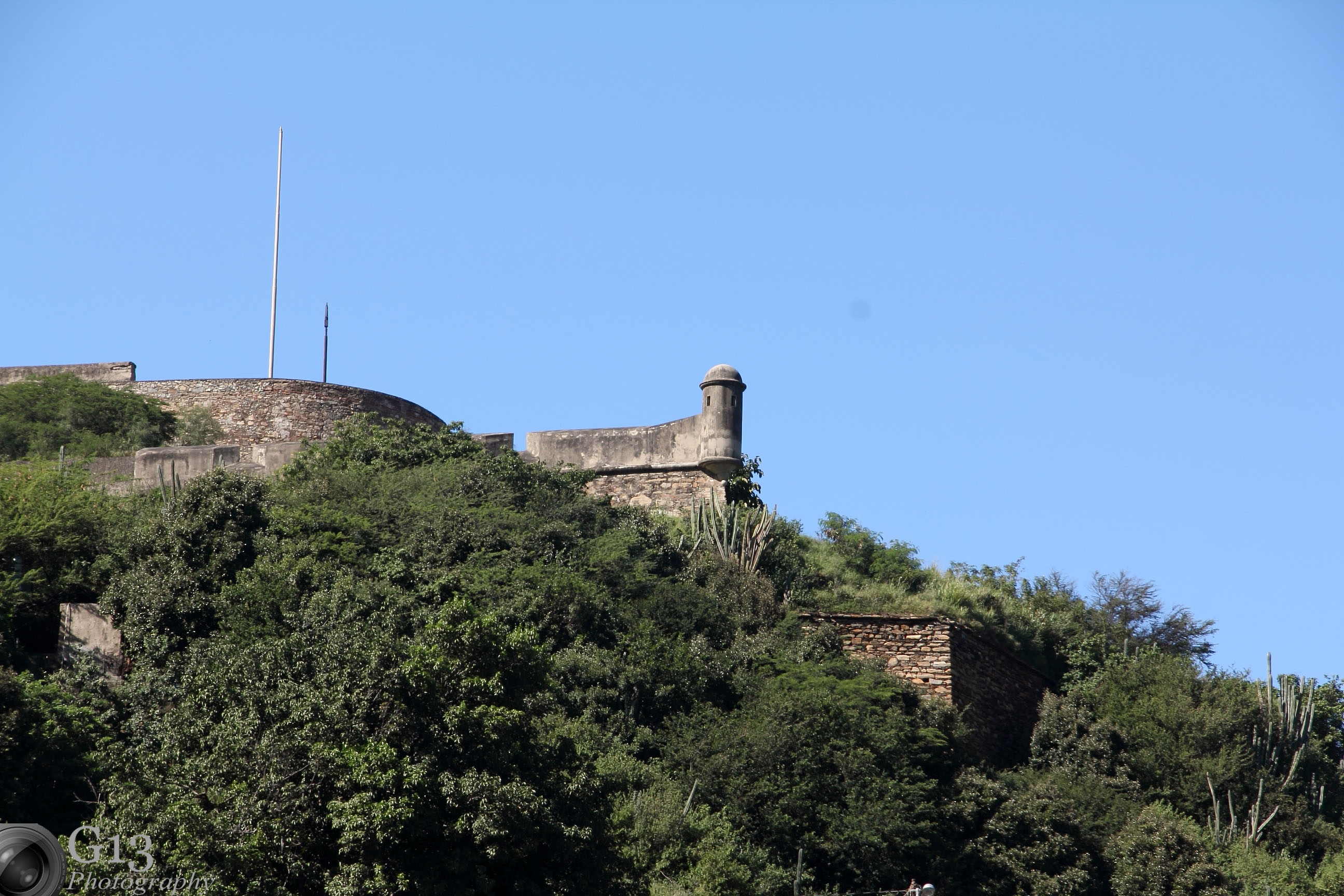
Fuerte El Vigía

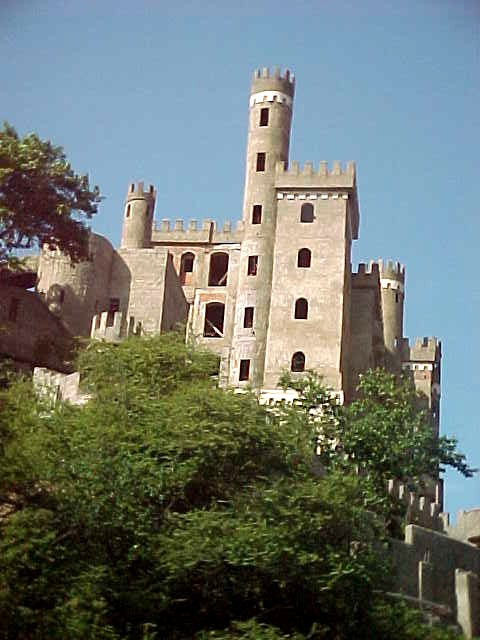
Castillo de Las Salinas

- La Casa Guipuzcoana: Esta imponente construcción colonial, fue construida entre 1734 y 1736 por instrucciones del rey Felipe V. La función específica de la Real Compañía Guipuzcoana de Caracas consistía en la defensa de las costas y el comercio de Venezuela. Ahora es la actual sede del Gobierno del estado La Guaira.[10]
- Fuerte San Carlos: Su construcción data de 1769, de acuerdo con el proyecto de Miguel Roncali, el que era en esa época Conde de Roncali. Sin embargo, para su construcción se utilizaron piezas de otra fortaleza que según Enrique Rivodó existió en 1604. La fortaleza está diseñada en forma de estrella, fue designado Monumento Histórico Nacional en 1876.[10]
- Fuerte El Vigía: Fue construido a principios del siglo XVIII, por Don Francisco Alberreo. Desde allí anunció con el sonido de las campanas y las banderas de elevación, la llegada de los barcos al puerto, su vista es impresionante.[10]
- Zona Colonial de La Guaira: El 29 de junio de 1589, don Diego de Osorio y Villegas fundó la población de San Pedro de La Guaira, hoy en día estas construcciones coloniales, con sus fachadas y amplias ventanas se puede apreciar en la parroquia.
- Castillo de Las Salinas: Fue construido en los terrenos de la familia García Laucarce. Francisco Tabeayo fue quien construyó las bases del Castillo que inicialmente sería una construcción pequeña comparada con la actual. Los pisos superiores se fueron construyendo después, para un proyecto de posada u hotel. El Castillo no se terminó de construir porque prohibieron continuar la obra, ya que quien daba los permisos le estaban pidiendo una comisión adicional. La prohibición se alegaba en que el terreno donde se asentaba era inestable.

### Playas

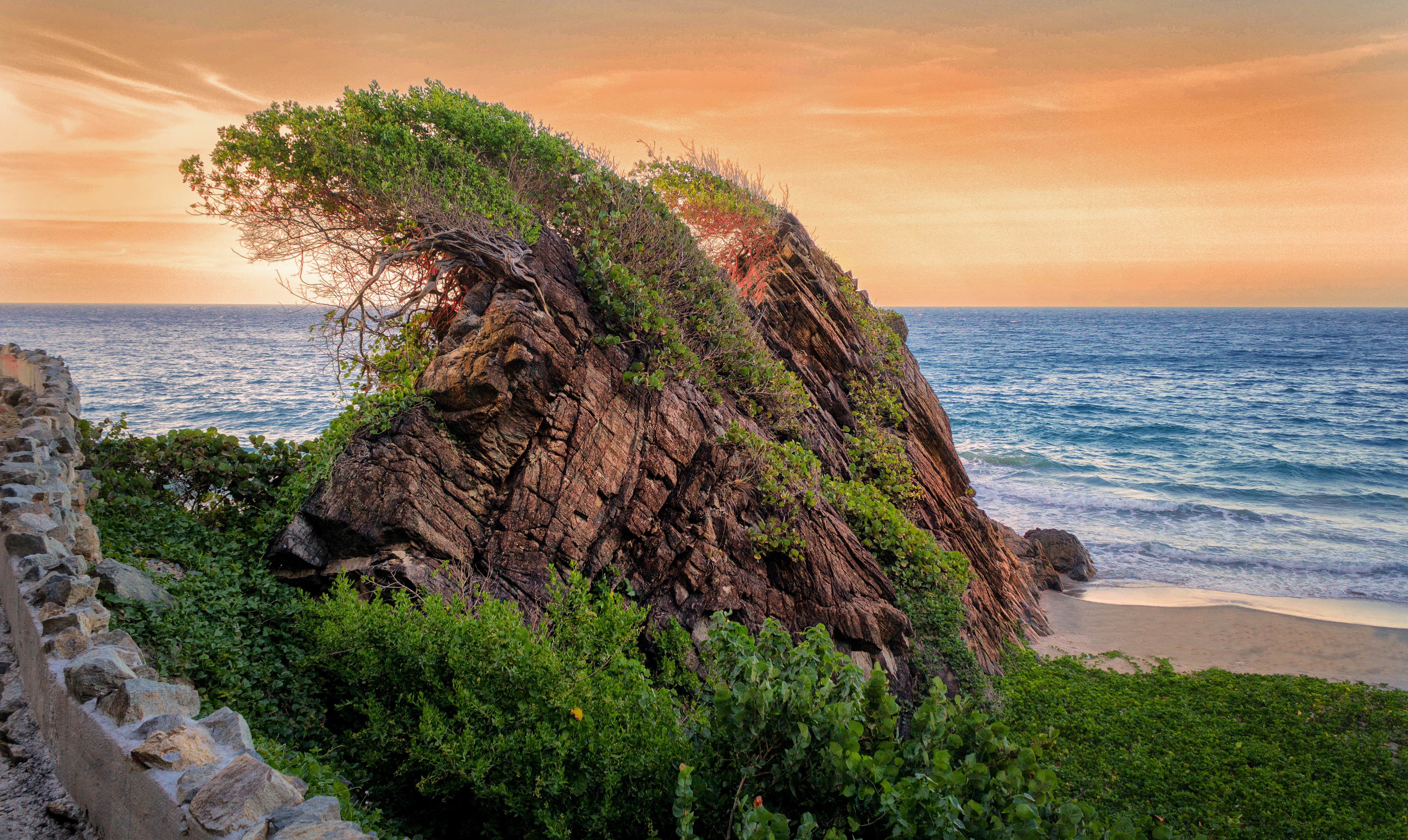
Playa del estado La Guaira

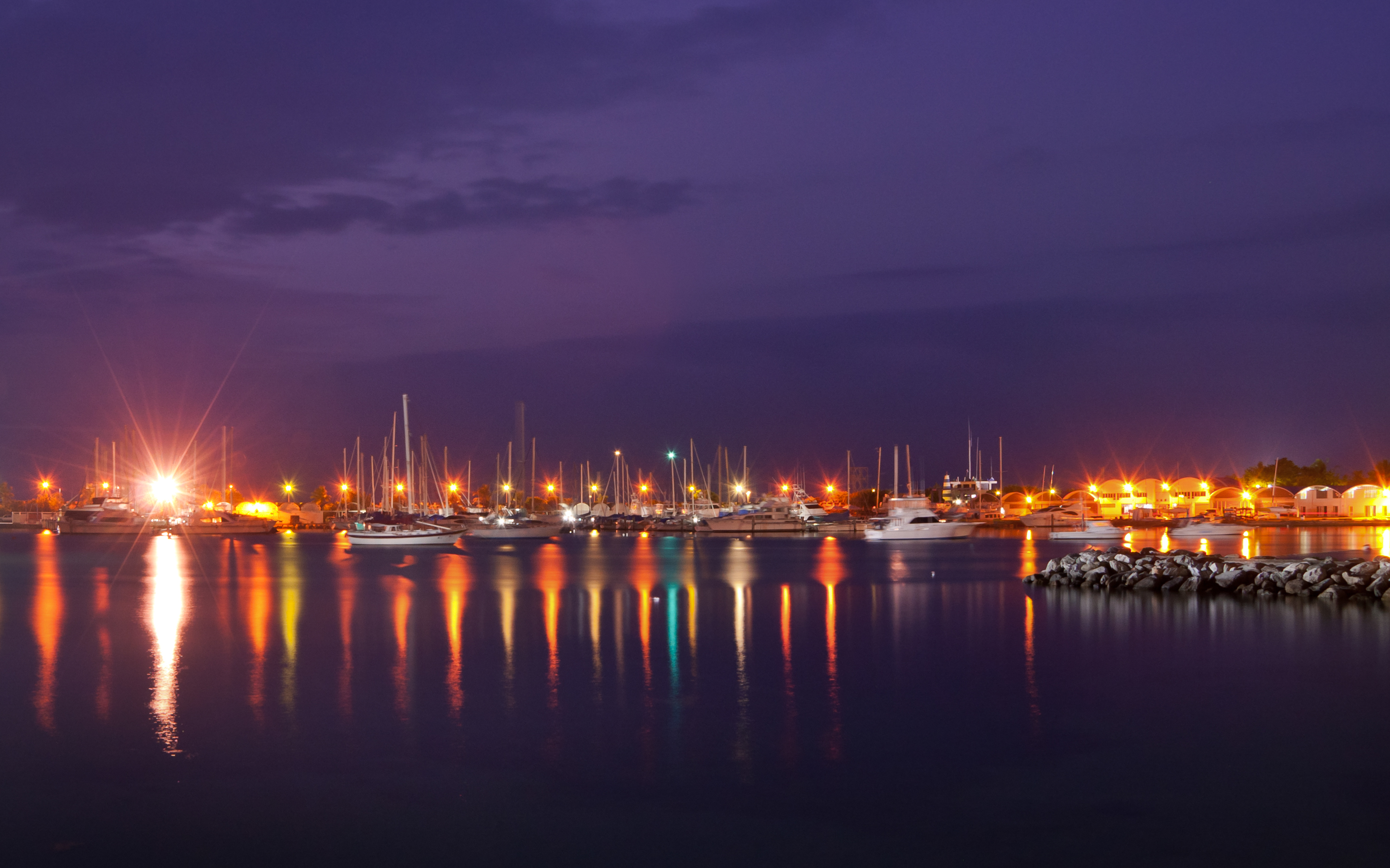
Vista al muelle del Club Puerto Azul tras el atardecer de Naiguatá

Desde las alturas del cerro Ávila se puede contemplar la costa bordeada por palmeras reales del Caribe. A pocos kilómetros de Caracas se localizan las extensas playas de la costa central: Playa Grande, Catia La Mar, Macuto, Caraballeda, El Palmar, Puerto Azul, Naiguatá y Anare. Entre las playas más conocidas están:
- Los Ángeles
- Pelua
- Pantaleta
- Camurí Chico
- La Punta
- Q-Lito
- Osma
- Los Caracas
- Paraíso
- Los Cocos
- Caleta
- Carrilito
- Alí Babá
- La Punta
- Waikikí
- Lido
- Playa Grande
- El Balneario
- La Zorra
- Playa Verde

entre otras.

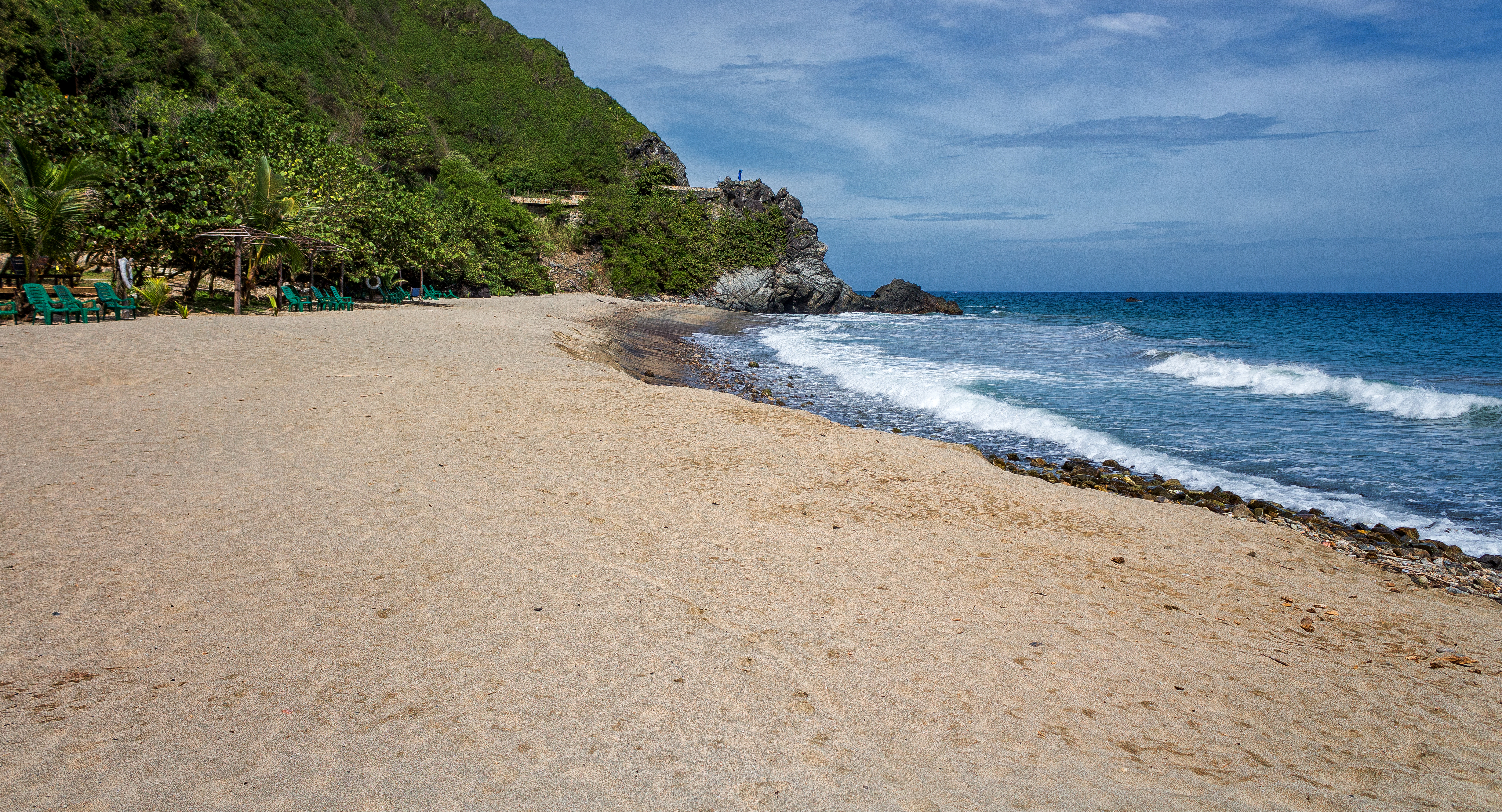
Playa Cañaveral

El estado, junto con su variada marítima y las actividades comerciales, ha conservado el ambiente de la época colonial. Los fuertes de El Vigía y La Pólvora nos recuerdan la época en que la ciudad tenía a la defensa propia contra los ataques de piratas y bucaneros. Se podría decir que la historia siempre llegó al estado a través del mar. La riqueza que llegó a través de su puerto también atrajo a los piratas que lo devastaron, saqueando la ciudad en muchas ocasiones.
Entre los restos de la época colonial, algunos de los monumentos dignos de mención que ha conservado son los siguientes: La Casa Guipuzcoana, la calle Bolívar, el castillo El Vigía, el fuerte San Carlos, el fortín La Pólvora y Puente Jesús.

### Museos
- Ateneo de La Guaira: El inmueble del siglo XVIII consta de tres niveles, de los cuales el inferior es un sótano y el superior un ático. En la sede del Ateneo, funciona el Teatro Triángulo.
- Museo Arqueológico de Panarigua:  El arqueólogo Luis Laffer fundó en Plan La Ansermera de Carayaca este museo con la finalidad de resguardar para las generaciones futuras los petroglifos hallados en diversos sectores de El Limón y algunas colecciones arqueológicas provenientes de Margarita, Valencia y Falcón.
- Museo de las Piedras Marinas Soñadoras, San José de Galipán: El 30 de junio de 1990 fue inaugurado este museo por las autoridades de la Universidad Simón Bolívar, por el Colegio de Periodistas y por la Prefectura del municipio Vargas, es considerado como el primer museo de arte ecológico del mundo en su estilo.
- Museo Armando Reverón: ubicado en el Sector Las 15 Letras, el cual sirvió de inspiración a Armando Reverón, cuya morada (Castillete) fue transformada en museo a partir de 1974. La Fundación Museo Armando Reverón posee como colección una serie de pinturas originales y un gran número de objetos fabricados por el artista.
- Galería de Gal: es una referencia cultural en Chuspa y en todo el estado La Guaira. Su nombre deriva del artista Froilán Colina, quien firma todas sus obras Gal, en referencia su apodo, Galopo. En sus instalaciones son expuestas muestras de los artistas del sector.
- Museo de la Verdad: Institución fundada por Luis Kafella en Todasana cuyo fin principal es impulsar el arte y al mismo tiempo, hacer de este museo un instrumento para crear conciencia, informar y prevenir a los jóvenes que lo visiten. En el museo hay obras escultóricas de carácter didáctico y moralizante en las que se encierra siempre una moraleja o una lección de vida

## Cultura

### Aporte cultural

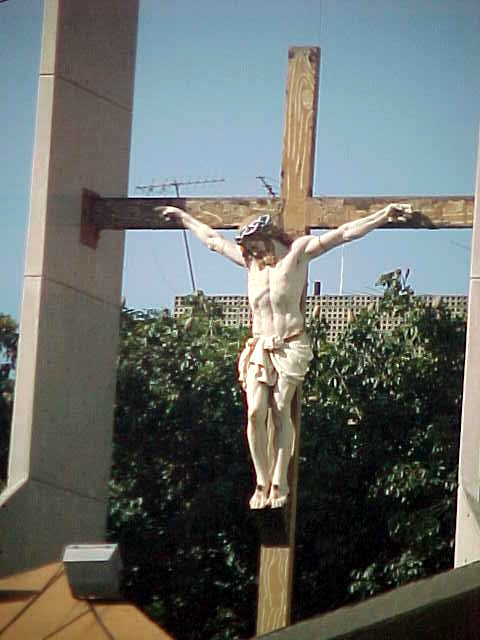
Cristo de Maiquetía

Dentro del estado existe “La Creación Individual”, unas series de manifestaciones autónomas dentro de la región y se constituyen en definitiva como gente de relevancia – cultural, por lo que sus habitantes se dedican a la literatura, a las creaciones interpretativas, llamase los cantautor, músicos y danzas, muchas de las colecciones, los portadores patrimoniales y a las creaciones artísticas; entre los que se destacan dentro de una gran gama.

### Casa Sociedad Bolivariana de La Guaira
Considerada como un sitio de interés para con los debates, charlas y conversatorios del saber con los estudios de la historia de Venezuela; sede principal de la Sociedad Bolivariana de La Guaira. Ubicada y conforma dentro lo que es las periferias dentro del casco real histórico de la Guaira, allí mismo se encuentra la Biblioteca “Adán José Seijas” y se estima que el Inmueble fue construido durante los tiempos de la Colonización; que se caracteriza por tener un patio en su interior como eje principal, y que en torno a su alrededor se encuentran las oficinas junto a sus salas, la Caballeriza al final de ella, y que hacia ambos lados se encuentran la bodega, alcobas o habitaciones, pero que en su interior poseen puertas de cerramientos en madera o de tranca, y con un anexo como sala de conferencias para con las distintas sesiones del centro; cabe destacar que la estructura es de una sola planta con sus techos de madera en tejas, con su portón principal en madera con celosía, junto con sus tres ventanales también en madera y forjada en hierro, cuya fachada es de puro Friso. Es de destacar que también dentro de la Casa Sociedad Bolivariana de la Guaira, alberga las secciones y actividades para con el Club de Leones y del Rotary Club. El recinto de la Sociedad se le conoció anteriormente como la sede de la “casa de la junta conmemorativa de la fundación de la Guayra”. Según por la experiencia de sus miembros y asociados, la Sociedad se maneja bajo 8 términos fundamentalmente muy bien puntualizados, como: 1. Entre sus varios objetivos, misión y una meta por aun sin definir en discusión; 2. Propósito: escribir la historia que se van generando dentro de la región de la Guaira; 3. Consulta: En referencia a los hechos históricos de nuestro pasado; 4. Propuestas: Conmemorar y recordar con las memorias de Bolívar, su legado y sus seguidores en apoyo por la causa independentista en Sesión Solemne; 5. ¿El paraqué? –Es una casa para el debate y a la disertación sobre los absolutos bolivarianos; 6. Su razón de ser: Cuando se refiere en lo personal o con la proyección en la misión de vida en cada uno de los Venezolanos; 7. Integración: Para todos aquellos quienes apoyan por la causa sobre la obra de Bolívar: –Emancipación de la liberación de los pueblos hispanoamericanos (Guerras de independencia hispanoamericanas)–; y 8. Función: Es la de reunir a todas las Instituciones que hacen con el día a día dentro de la región en pro a los ideales por el gentilicio Guaireño. La Sociedad es considerada indiscutiblemente como Patrimonio Histórico del estado, bajo su consigna “Gloria al Bravo Pueblo” y su fundación fue un 12 de febrero de 1983, año Bicentenario con el natalicio de Simón Bolívar.

### Bajada de los Reyes Magos
Todos los 6 de enero, después de que los niños hacen por escrito la petición de un juguete a los Reyes Magos, dejando sobre sus zapatos el obsequio solicitado. Esta tradición mantiene viva la ilusión infantil, algo perdida en nuestros tiempos.

### Virgen de la Candelaria

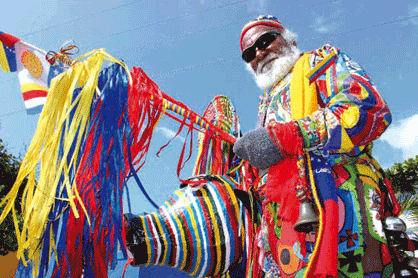
Pablo Roberto Izaguirre (Robin)

Cada año, en el 2 de febrero, la Fiesta Patronal de la Virgen de la Candelaria en su contexto está conformado por las conductas de religiosidad popular de las colectividades sociales los conjuntos de danzas, los disfraces, las máscaras y las bandas de músicos conducen a expresiones de desbordante sensibilidad festiva. Finalmente, la Fiesta de la Candelaria ha ido ganando espacio nacional, recreándose la festividad patronal puneña en Arequipa, Lima, lugares donde las residentes del Altiplano expresan su identidad cultural.
Las personas puede hacer turismo por las zonas.

### El Entierro de la Sardina
Se celebra el miércoles de ceniza, después de carnaval, está cargada de irreverencia, personajes ambiguos y con roles invertidos así como expresiones de relajamiento. En un principio era asociada con la costumbre de enterrar un costillar de cochino al cual se llamaba sardina, simbolizando la prohibición de comer carne durante los días de cuaresma.
Hay quienes creen que el entierro de la sardina era una forma de atraer abundancia de la pesca y fertilidad de los animales ante un nuevo ciclo de reproducción, pero también se considera una fiesta típica de los carnavales pues es un tiempo en que normalmente se permite hacer todo lo prohibido y la manifestación también adquiere esas características. Pues es en sí una parodia, simulando el paso de un entierro por las calles del pueblo.

### Fiesta de San José

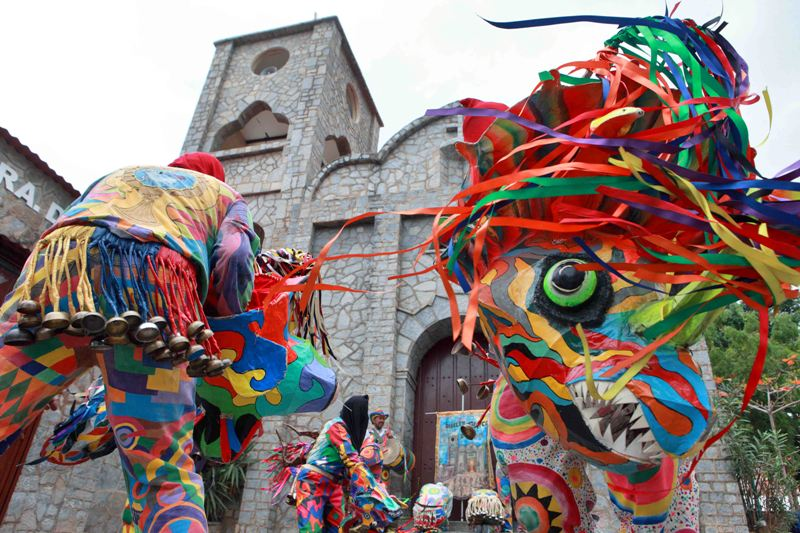
Diablos Danzantes de Naiguata

Como tantas otras tradiciones en el estado se conmemora la fiesta de San José el 19 de marzo.

### Diablos Danzantes de Naiguatá
Los Diablos danzantes de Corpus Christi ingresaron, junto con otras 11 cofradías del país, a la lista representativa del Patrimonio Cultural Inmaterial de la Humanidad que aprueba la Organización de la Naciones Unidas para la Educación, Ciencia y la Cultura (Unesco), en París, el 6 de diciembre del año 2012. Este es el legado de los primeros habitantes de Naiguatá, producto del mestizaje racial y cultural. En esta celebración mágico-religiosa de Corpus Christi se rinde culto al Santísimo Sacramento del Altar en una fiesta de marcado sincretismo religioso con el baile de cientos de Diablos danzando por todo el pueblo haciendo perdurar su tradición en el tiempo y que jamás sean olvidados. Se identifican por pintar sus propios trajes, usan pantalón y una camisa blanca, pintadas con cruces, rayas y círculos, figuras que impiden que el maligno los domine. Las máscaras son en su mayoría animales marinos. Llevan escapularios cruzados, llevan cruces de palma bendita y crucifijos. No llevan ni capa, ni mandador.

### Fiesta de los Santos Inocentes
Cada 28 de diciembre, la Iglesia Católica conmemora la muerte de los Santos Inocentes en honor a los niños asesinados por orden del Rey Herodes. En la Edad Media este rito se ligó con otro más pagano conocido como la "Fiesta de los locos", celebrado en los días comprendidos entre Navidad y Año Nuevo. Esta fusión de historia, religión y paganismo ha originado a su vez una serie de celebraciones en varias regiones del mundo que incluyen disfraces, música típica y la congregación de las comunidades para participar.

### Fiesta de San Juan Bautista
En Venezuela, es tradición en esta población que la fiesta se inicie en la víspera del día de San Juan Bautista, es decir, el 23 de junio en la noche. Al inicio de la tarde, los tamboreros comienzan con la ejecución del tambor mina y la curbata, ubicados a un lado de la plaza. Ya en la noche, en una casa cercana donde se encuentra la pequeña imagen de San Juan Bautista, en su nicho bien adornada con papeles de colores, flores, telas y palmas, llegan los tocadores de tambor redondo y comienzan a "entonar" delante del santo para dar inicio al primer velorio.

## Deporte

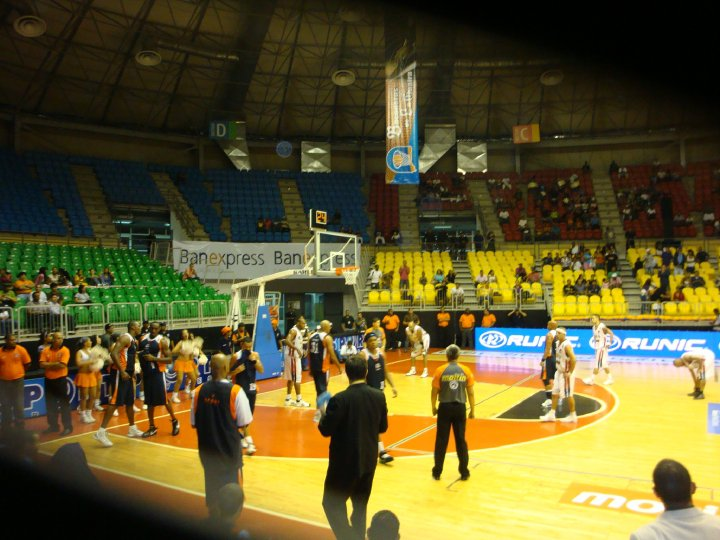
Domo José María Vargas, Maiquetía

En el estado La Guaira, se practican diversas actividades deportivas, siendo las disciplinas más populares el Béisbol, el Baloncesto, el Voleibol y el Fútbol. El estado de La Guaira cuenta con tres equipos en el fútbol profesional venezolano: en la primera División desde el año 2013 cuentan con el Deportivo La Guaira (antes Real Esppor), Club Sport Marítimo de La Guaira de la Segunda División y con el equipo Pellícano FC en Tercera División. Mientras que en el béisbol, el estado está representando por los Tiburones de La Guaira que juega en la Liga Venezolana de Béisbol Profesional. Entre las instalaciones deportivas más importantes se puede nombrar al Domo José María Vargas (usado para deportes como el Baloncesto, Voleibol o fútbol sala), el Estadio Jorge Luis García Carneiro, el Estadio César Nieves de Catia La Mar, el Coliseo Playero Hugo Chávez y el Complejo Deportivo en Mare Abajo. El estado ha organizado numerosos eventos deportivos entre los que se pueden mencionar los Juegos Bolivarianos de Playa 2019 y los Juegos Suramericanos de Playa de 2014.

## Política y gobierno
Es un estado autónomo e igual en lo político, organiza su administración y sus poderes públicos por medio de una constitución del estado La Guaira, dictada por el Consejo Legislativo, se sancionó el 23 de agosto de 2001, entrando en vigor el 30 de agosto de 2001, cuando fue publicada en gaceta oficial del estado.

### Poder Ejecutivo
Está compuesto por el gobernador y un grupo de secretarios estatales. El gobernador es elegido por el pueblo mediante voto directo y secreto para un periodo de cuatro años y con posibilidad a una reelección inmediata para un periodo igual, siendo el encargado de la administración estatal.
Desde la elevación a la categoría de estado federal, el estado ha escogido sus gobernadores en elecciones directas, antes de 1998 su gobernador era el mismo del desaparecido Distrito Federal.
El actual gobierno estatal es dirigido por Jose Alejandro Teran del Partido Socialista Unido de Venezuela siendo el gobernador reelecto de dicha entidad federal, para el periodo 2025-2029.

#### Poder Legislativo
La legislatura del estado recae sobre el Consejo Legislativo del Estado La Guaira unicameral, elegidos por el pueblo mediante el voto directo y secreto cada cuatro años, pudiendo ser reelegidos por dos períodos consecutivos, bajo un sistema de representación proporcional de la población del estado y sus municipios. El estado cuenta siete diputados, de los cuales dos pertenecen a la oposición y cinco al oficialismo.
| \| FM \|   |                    |                                                                     |
| Frecuencia | Emisora            | Circuito radial afiliado                                            |
| 88.3       | Swing Latina       |                                                                     |
| 90.3       | La Romántica       | Circuito La Romántica y FM Center                                   |
| 91.3       | Vargas Hoy         | Comunitaria de la Parroquia Maiquetía                               |
| 92.5       | Radio Guaracarumbo | Comunitaria de la Parroquia Urimare                                 |
| 93.7       | La Radio           |                                                                     |
| 94.1       | Radio Aeropuerto   |                                                                     |
| 94.9       | Tiburon            | Circuito Fiesta y FM Center                                         |
| 95.5       | Caribe             |                                                                     |
| 95.9       | Azul               |                                                                     |
| 96.3       | Luz de Esperanza   | Comunitaria de la Parroquia Carlos Soublette                        |
| 96.5       | Agua de Coco       | Comunitaria de Caraballeda                                          |
| 97.3       | AMV                |                                                                     |
| 98.1       | Clásicos FM        | Circuito Clásicos                                                   |
| 98.7       | La Radio del Sur   | La Radio del Sur (Se conecta con la señal matriz de CCS en 98.5 FM) |
| 99.1       | Radio Izquierda    | Comunitaria de Parroquia Naiguatá                                   |
| 99.5       | Digital            | Cadena Digital                                                      |
| 100.3      | Z100               |                                                                     |
| 100.7      | Auténtica          |                                                                     |
| 101.1      | Radio Urimare      | Comunitaria de la Parroquia Urimare                                 |
| 101.5      | Top                |                                                                     |
| 102.5      | La Junquiteña      | Comunitaria de la Parroquia El Junko                                |
| 102.9      | Radio Chuspa       | Comunitaria de la Parroquia Caruao                                  |
| 103.3      | YVKE Mundial       | (Se conecta con la señal matriz de CCS en 94.5 FM)                  |
| 103.5      | Enlace RV          |                                                                     |
| 104.3      | Sierra Maestra     | Comunitaria de Urb. Soublette en la Parroquia Catia La Mar          |
| 105.5      | Turismo Stereo     | Circuito Onda                                                       |
| 106.1      | RNV Informativa    | (Se conecta con la señal matriz de CCS en 91.1 FM)                  |
| 106.9      | Onda de Victoria   |                                                                     |
| 107.7      | Coral              | Emisora de la Diócesis de La Guaira Caraballeda                     |
| FM         |                    |                                                                     |